# عصفور جنوب إفريقيا
عصفور جنوب إفريقيا (الاسم العلمي: Passer melanurus) (بالإنجليزية: Cape Sparrow)‏ هو نوع من الطيور يتبع جنس العصفور من فصيلة عصافير العالم القديم.